# Всеукраїнський кінокомітет
Всеукраїнський кінокомітет — кінематографічна організація, створена більшовиками під час їх приходу до влади в Україні.
Всеукраїнський кінокомітет було створено у січні 1919 року в Харкові.
Поруч з іншими організаціями, як то, Кіносекцією Наркомвоєну України, «Червоною зіркою», Кіносекцією Всеукрревкому, Кіносекцією Подиву 41, Всеукраїнський кінокомітет у 1919–1922 роках займався створенням налагодженням більшовицького кіновиробництва в Україні. Організація займалася переважно створенням агітфільмів. Режисерами Всеукраїнського кінокомітету були Михайло Вернер, Аксель Лундін, Лев Замковий, Михайло Бонч-Томашевський.
Серед запланованих напрямків роботи організації були кіновиробництво, кінохроніка, науково-освітнє, дитяче кіно, цензура, кіноосвіта, кінопреса.
13 березня 1922 на базі Всеукраїнського кінокомітету було створено ВУФКУ